# Гук Марія Дмитрівна
Марія Дмитрівна Гук (1920, село Мислова, тепер Тернопільського району Тернопільської області — ?) — українська радянська діячка, голова виконкому Мисловецької сільської ради Підволочиського району Тернопільської області. Депутат Верховної Ради СРСР 2-го скликання.

## Життєпис
Народилася в селянській родині. Закінчила початкову школу в селі Мислова. Працювала в сільському господарстві.
У 1941 році — завідувачка сільського клубу села Мислова Підволочиського району Тернопільської області. Під час німецько-радянської війни працювала в сільському господарстві.
У 1944—1945 роках — завідувачка клубу села Мислова Підволочиського району Тернопільської області. Член ВЛКСМ, секретар Мисловецької сільської комсомольської організації.
На 1945—1946 роки — секретар, голова виконавчого комітету Мисловецької сільської ради Підволочиського району Тернопільської області.